# Enchant (álbum)
Enchant é o segundo álbum da cantora-escritora e violinista Emilie Autumn, originalmente lançado em 2003.

## Singles
Não foi lançado um single de Enchant, embora "Chambermaid" tenha sido considerado o único single do álbum. O Chambermaid EP foi lançado antes de Enchant. A canção "Castle Down" constava no single By The Sword.

## O enigma Enchant
A versão original da Traitor Records de Enchant vinha acompanhada do enigma Enchant. Ele era o inverso de um folheto desdobrável, consistindo de rimas e imagens. A resposta é acreditado ser uma maneira de entrar em contato com a própria Emilie Autumn, embora não haja provas concretas. O primeiro a resolver o enigma receberia as asas, o rufo, ventilador e cetro de Faerie Queene. Até agora, o enigma não foi resolvido.

## Faixas
1. Prologue: Across the Sky – 5:10
2. How Strange – 3:07
3. Chambermaid – 3:14
4. Rapunzel- 3:57
5. Ever – 6:11
6. Second Hand Faith – 4:43
7. Juliet – 5:42
8. Remember – 5:25
9. Rose Red – 5:29
10. Castle Down – 3:52
11. Heard It All – 3:22
12. If You Feel Better – 4:49
13. Save You – 4:53
14. Epilogue: What If – 4:09